# Indústria têxtil

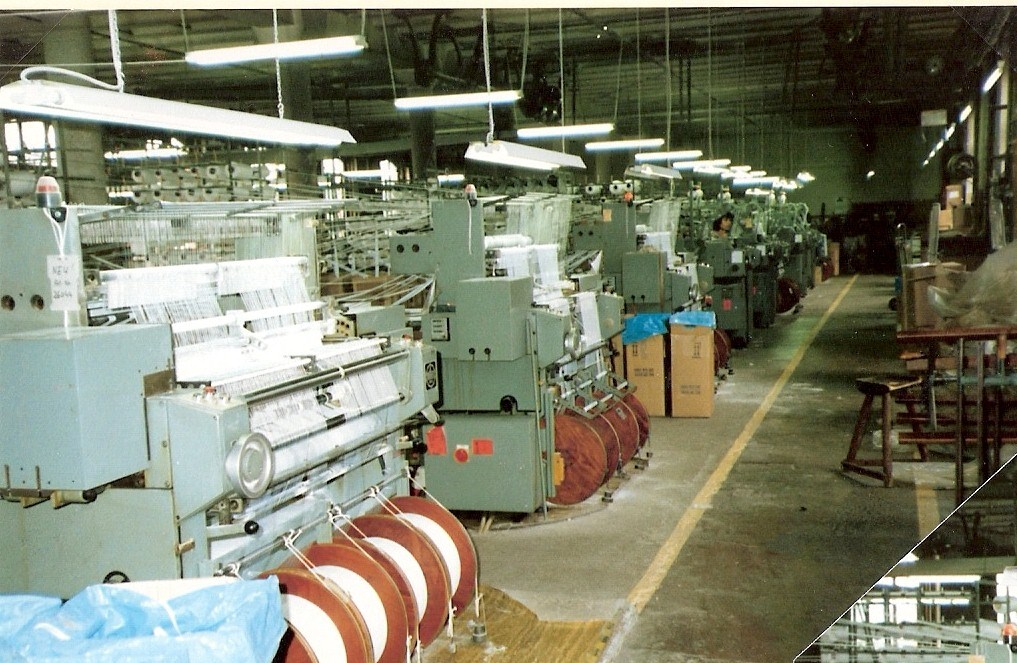
Uma fábrica de têxteis alemã, em 1975

A indústria têxtil tem, como objetivo, a transformação de fibras em fios, de fios em tecidos e de tecidos em peças de vestuário, artigos têxteis para o lar e uso doméstico (roupa de cama e mesa, tapetes, cortinas etc.) ou em artigos para aplicações técnicas (produtos geotêxteis, airbags, cintos de segurança etc.). As indústrias têxteis têm seu processo produtivo muito diversificado, ou seja, algumas podem possuir todas as etapas do processo têxtil (fiação, tecelagem e beneficiamento de tecidos) outras podem ter apenas um dos processos.

## História

### Indústria têxtil no mundo
A manufatura dos tecidos é uma das mais velhas tecnologias do homem. Desde o Antigo Egito, já se utilizava o tear antigo. Existiam dois tipos: o tear de Circe e o tear de Penélope, que podem ser vistos nas pinturas gregas. Naquela época, existia uma certa dificuldade em se achar matéria-prima. Por este motivo, existia um variado cultivo de fibras, como linho, algodão, seda e lã.
O cultivo do linho se desenvolveu nas costas da Suécia e simultaneamente, nas margens do Rio Nilo. Enquanto o algodão veio da Índia. A produção de seda foi descoberta por Aristóteles e levada à Europa por padres, já a lã veio das estepes da Ásia Central e chegou até a Inglaterra. A indústria têxtil tem se envolvido em contravenções no século XXI como nos casos de apoio ao terrorismo e uso de trabalho compulsório.

### Indústria têxtil no Brasil
A indústria têxtil foi uma das pioneiras no processo de industrialização no Brasil. Porém, antes mesmo da chegada dos portugueses, os índios já praticavam atividades artesanais, utilizando técnicas bem primitivas, como o entrelaçamento manual de fibras vegetais.
No período colonial, todas as fábricas de tecidos foram fechadas, devido a um alvará de dona Maria I, exceto as que produziam as roupas para escravos e embalagens. Este alvará tinha, como objetivo, evitar que recursos agrícolas e extrativistas fossem para as indústrias têxteis. O mesmo foi revogado com a chegada de Dom João VI. Porém, devido a um tratado entre Portugal e Inglaterra, os tecidos brasileiros não conseguiam competir com os tecidos ingleses.
A automação da indústria têxtil coincidiu com a Revolução Industrial, quando as máquinas, até então acionadas por força humana ou animal, passaram a ser acionadas por máquinas a vapor e, mais tarde, motores elétricos. É interessante observar também que a indústria têxtil foi pioneira no controle de máquinas por dispositivos binários, através dos cartões perfurados usados nos teares Jacquard.
Hoje, o Brasil é referência mundial em design de moda praia, jeanswear e homewear, tendo crescido também os segmentos de fitness e lingerie. A indústria têxtil brasileira é a segunda maior empregadora da indústria de transformação, perdendo apenas para alimentos e bebidas (juntos). São cerca de 1,5 milhão de empregos diretos e quase 8 milhões de empregos indiretos em mais de 33 mil empresas em todo o país. Desses profissionais, 75% são mulheres, que fazem parte da 4ª maior folha de pagamento do setor.
Destaca-se como estimulador de criação de outras indústrias, além disso o setor têxtil dentro das lojas tem ganhado mais destaque ao longo dos anos. De acordo com pesquisa realizada pela Associação Brasileira de Supermercados (Abras), os departamentos: têxtil e bazar, juntos, corresponderam a 7,2% de participação das seções de faturamento dos supermercados brasileiros, em 2011. 

#### Fase Atual
A segunda metade dos anos 1950 marca, todavia, o início da fase industrial brasileira em processo acelerado, com ênfase para os setores mais dinâmicos e não tradicionais.
Nessa fase, o setor têxtil, por influência sistêmica do desenvolvimento industrial da época, também começou a passar por grandes transformações. É assim que, a partir de 1970, incentivos fiscais e financeiros administrados pelo CDI - Conselho de Desenvolvimento Industrial, órgão do Ministério da Indústria e Comércio, possibilitou um movimento de fortes investimentos em modernização e ampliação da indústria têxtil, com vista, principalmente, ao aumento das exportações brasileiras de produtos têxteis.
Em célebre reunião realizada na sede do Sindicato da Indústria de Fiação e Tecelagem do Estado de São Paulo, o então ministro da fazenda, Antônio Delfim Netto, desafiou o setor a exportar 100 milhões de dólares estadunidenses por ano em manufaturados têxteis. Realmente, as exportações têxteis, que tinham alcançado apenas 42 milhões de dólares estadunidenses em 1970, deslancharam continuamente, atingindo 535 milhões de dólares estadunidenses em 1975, 916 milhões de dólares estadunidenses em 1980, 1,0 bilhão de dólares estadunidenses em 1985, 1,2 bilhões de dólares estadunidenses em 1990 e bilhão de dólares estadunidenses em 1992.
A partir de 1993, porém, as vendas externas brasileiras novamente regrediram, agora por conta das novas e profundas transformações ocorridas na economia e na política brasileira, tais como a abertura do mercado interno aos fornecedores externos, iniciada em 1990, a eliminação de entraves burocráticos às importações, a redução das tarifas aduaneiras etc., as quais ocasionaram o fechamento de muitas empresas e obrigaram o setor a investir fortemente na sua modernização para reduzir custos e poder competir com os produtos importados.

### Indústria têxtil no Paquistão
O sector têxtil representa 70% das exportações do Paquistão, mas as condições de trabalho dos trabalhadores são deploráveis. As pequenas oficinas de fabrico geralmente não assinam contratos de trabalho, não respeitam o salário-mínimo e, por vezes, empregam crianças. Violações da legislação trabalhista também ocorrem entre os principais subcontratados de marcas internacionais, onde os trabalhadores podem ser espancados, insultados por seus superiores ou pagos abaixo do salário-mínimo. As fábricas não cumprem as normas de segurança, provocando acidentes: em 2012, 255 trabalhadores morreram em um incêndio em uma fábrica de Karachi. Com 547 inspectores do trabalho no Paquistão a supervisionar as 300 000 fábricas do país, a indústria têxtil está fora de controlo. Os trabalhadores também não são protegidos por sindicatos, que são proibidos nas zonas industriais de exportação. Por outro lado, "os trabalhadores envolvidos na criação de sindicatos são vítimas de violência, intimidação, ameaças ou despedimentos".

### Indústria têxtil no Bangladesh
Muitas multinacionais ocidentais utilizam mão de obra no Bangladesh, que é um dos mais baratos do mundo: 30 euros por mês contra 150 ou 200 na China. Quatro dias é suficiente para que o CEO de uma das cinco principais marcas têxteis globais ganhe o que uma trabalhadora de vestuário de Bangladesh ganhará em sua vida. Em abril de 2013, pelo menos 1 135 trabalhadores têxteis morreram no colapso de sua fábrica. Outros acidentes fatais devido a fábricas não sanitárias afectaram o Bangladesh: em 2005, uma fábrica entrou em colapso e causou a morte de 64 pessoas. Em 2006, uma série de incêndios matou 85 pessoas e feriu 207 outras. Em 2010, cerca de 30 pessoas morreram de asfixia e queimaduras em dois incêndios graves.
Em 2006, dezenas de milhares de trabalhadores se mobilizaram em um dos maiores movimentos grevistas do país, afetando quase todas as 4.000 fábricas. A Bangladesh Garment Manufacturers and Exporters Association (BGMEA) usa forças policiais para reprimir. Três trabalhadores foram mortos, centenas mais foram feridos por balas ou presos. Em 2010, após um novo movimento de greve, quase mil pessoas foram feridas entre os trabalhadores como resultado da repressão.

## Produção
Pode se afirmar que cadeia produtiva têxtil/vestuário compreende: os processos de obtenção das fibras (matéria prima inicial), os processos de obtenção fios, os processos obtenção de tecidos, os processos de enobrecimento dos substratos têxteis, os processos da confecção até a comercialização do produto acabado, os agentes facilitadores destas operações. É dividida basicamente em fiação, tecelagem, malharia, beneficiamento de tecidos e confecção, podendo ser uma indústria verticalizada, com todos os processos, ou ainda ter somente uma ou algumas fases da produção. Existem outros processos intermediários, como por exemplo engomadeira ou engomagem. A indústria têxtil possui também setores administrativos, manutenção e apoio. A indústria têxtil pertence à cadeia produtiva têxtil, cujo início se encontra nos produtores de matérias-primas (algodão e demais fibras), insumos (corantes têxteis, pigmentos têxteis, produtos auxiliares etc.), e nos fabricantes de máquinas e equipamentos têxteis. A mesma encerra-se na venda final ao consumidor.

## Impacto socioambiental
A indústria têxtil consome grandes quantidades de recursos naturais e insumos devido à alta demanda por produtos manufaturados pela cultura consumista e pela crescente população mundial. Os principais recursos explorados são as fibras e a água, esta última utilizada principalmente no processo de beneficiamento de tecidos. As fibras são obtidas de extensas monoculturas, sendo, o seu cultivo, responsável por enormes danos ambientais. Aqui, destaca-se o algodão, planta muito suscetível a pragas agrícolas, cujo cultivo exige, assim, um forte uso de pesticidas, frequentemente associados à mortandade de peixes e câncer em seres humanos. 